# Манжета (техника)

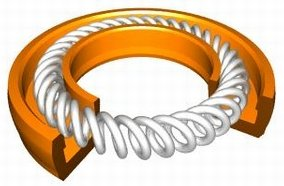
Манжета уплотнения вала с прижимной пружиной (армированная манжета, сальник). Вырез сделан для демонстрации профиля манжеты.

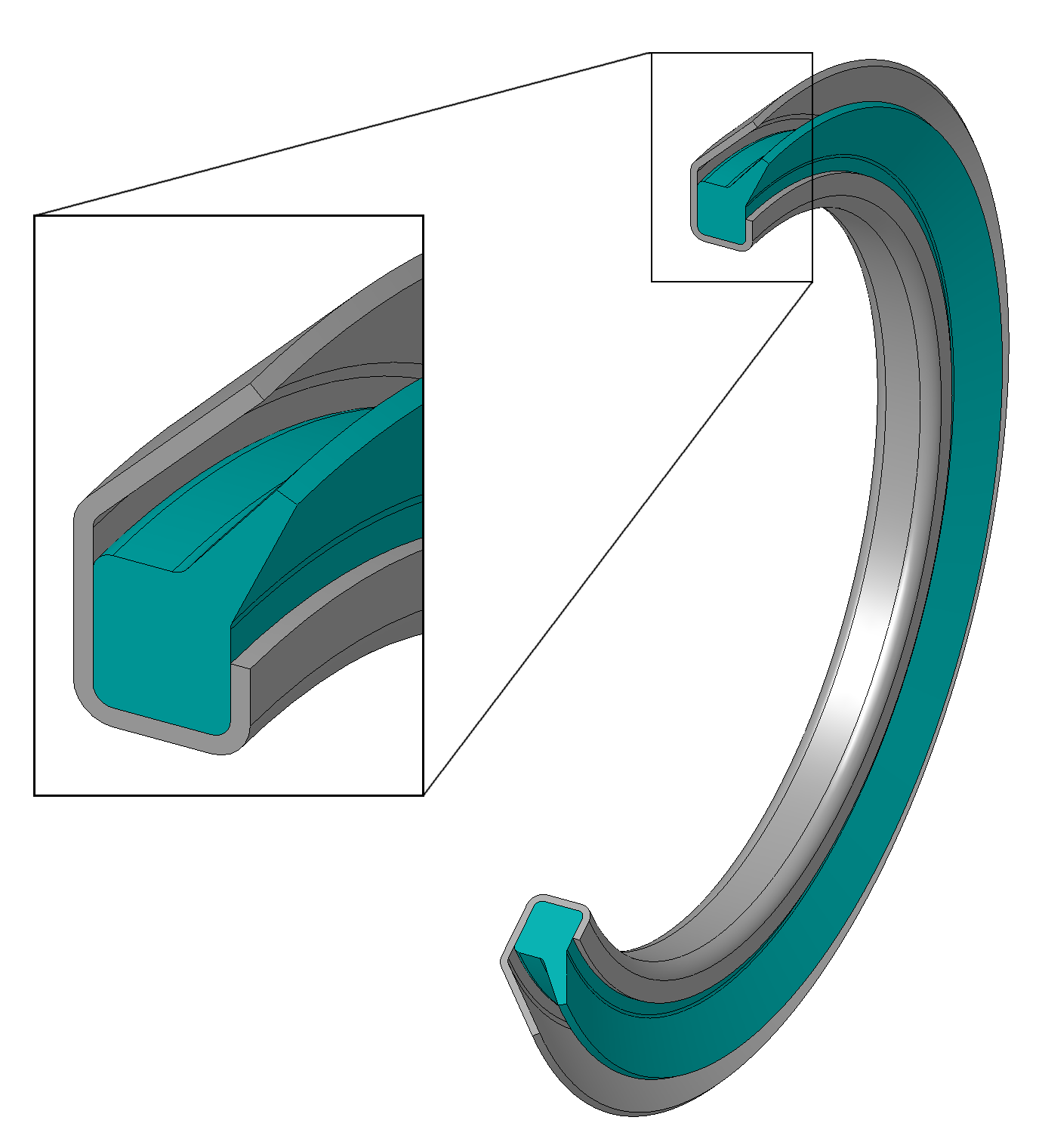
Конструкция манжеты для подвижного контакта по плоской поверхности корпуса.

Манжета (англ. cup, sealing [packing] ring; нем. Manschette f, Schutzhülle f, Umschlag m) — основной элемент контактного уплотнительного устройства манжетного типа кольцевой формы из эластичного материала, препятствующего вытеканию рабочей жидкости или газа из области высокого давления в область низкого давления, а также защищает детали от попадания на них грязи и пыли.

## Конструкция манжеты
Манжеты изготовляют из кожи, резины, полиуретана, пластика, часто П-подобной формы сечения, таким образом, что цилиндрические поверхности этого кольца прижимаются к уплотняемым поверхностям неподвижной и подвижной деталей.

## Манжеты для уплотнения валов

### Условия эксплуатации
Манжеты и уплотнения на их основе хорошо себя зарекомендовали при следующих условиях эксплуатации:
- давление (перепад давлений) p = 0,05…0,15 МПа;
- контактные нагрузки в зоне прижатия уплотнителя (см. рис.) к валу pк < 1 МПа;
- скорость скольжения V < 15…20 м/с;
- температурный диапазон работы t = −50 °C…+150 °C;
- герметичность (удельные утечки на единицу длины контакта за единицу времени) Q < 1,0 мм3/(м•с);
- ресурс работы 1000…5000 часов.

Возможности работы манжеты ограничиваются свойствами материала: его температурным диапазоном работы, старением, износостойкостью, крошением, химической стойкостью. Наивысшие характеристики химической и теплостойкости в современной технике достигаются в манжетах из фторкаучуков.

### Стандарты
Ассортимент стандартизированных манжет для уплотнения валов определяется в основном ГОСТ 8752-79(Сальники),ГОСТ 6678-72 и ГОСТ 14896-84.
Пример маркировки манжеты с защитой от грязи (пыли) с внешним диаметром D = 60 мм и внутренним диаметром d = 40 мм толщиной b = 10 мм по ГОСТ 8752-79.
2.2- d × D-b ГОСТ 8752-79 где:
- 1 — тип манжеты (1 — без пыльника; 2 — с пыльником)
- 2 — исполнение манжеты (1 — с рабочей кромкой, полученной механической обработкой; 2 — с формованной рабочей кромкой)
- d — диаметр вала (мм)
- D — наружный диаметр манжеты (мм)
- b — группа резины. 1, 2, 3 - бутадиен-нитрильный каучук, 4 - фторкаучук СКФ-32, 5 - фторкаучук СКФ-26, 6 - силиконовый каучук

Зарубежные стандарты на манжеты
- ISO 6194;
- Германия — DIN 3760, 3761;
- Япония — JIS B2402;
- США — SAE J110b, J111b, J946c, J1002;
- Швеция — SMS 2290, 2291.

## Гидроприводы
Манжеты и уплотнения на их основе хорошо себя зарекомендовали при следующих условиях эксплуатации:
- давление (перепад давлений) p < 50 МПа, а для некоторых конструкций до 100 МПа;
- скорость скольжения V < 0,5 м/с;
- температурный диапазон работы t = −60 °C…+200 °C.

В гидроприводах используют манжеты следующих типов:
- нормальные по ГОСТ 6969-54(Воротниковые)[4] и ГОСТ 14896-84[5]
  - Пример обозначения (ГОСТ 14896-84) 1-D × d, где 1 — тип манжеты, D — диаметр цилиндра, d — диаметр вала.
  - Пример обозначения (ГОСТ 6969-54) d × D , где d — диаметр штока, D — диаметр цилиндра.
- шевронные по ГОСТ 22704-77[6]

### Пневмоприводы
Манжеты пневматические предназначены для уплотнения цилиндров и штоков пневматических устройств, работающих при следующих условиях:
- давление (перепад давлений) p < 0,005…1 МПа
- скорость скольжения при возвратно-поступательном движении до 1 м/с
- температура эксплуатации t = — 65 °C до +150 °C .

В пневмоприводах используют манжеты по ГОСТ 6678-72
В маркировке манжет для пневматики указывается тип — размер — группа резины (например, 2-040-3)
- 2-… — манжета для уплотнения штока;
- -040- диаметр штока, мм;
- …-3- группа резины манжеты 3.

## Использование манжет
Манжеты используют для уплотнения валов в механических приводах, поршневых насосах, гидравлических прессах, поршня и штока гидро- и пневмоцилиндров и т. п.

## Разновидности

### Манжета заливная
Манжета заливная (рус. манжета заливочная; англ. cement basket; нем. Zementierstopfen m) — устройство, предназначенное для цементирования скважин.

### Манжета против износа
Манжета против износа (англ. wear sleeve; нем. Antiverschleissmanschette f) — устройство, которое насаживается на соединения между бурильными трубами в местах, где бурильная колонна касается стенки скважины.